# Đại hồi
Cây đại hồi hay đại hồi hương hoặc bát giác hồi hương hoặc đơn giản chỉ là cây hồi hay tai vị hoặc hoa hồi, danh pháp khoa học Illicium verum, (tiếng Trung: 八角, pinyin: bājiǎo, có nghĩa là "tám cánh") là một loài cây gia vị có mùi thơm tương tự như cây tiểu hồi, thu được từ vỏ quả hình sao của Illicium verum, một loại cây xanh quanh năm có nguồn gốc ở Trung Quốc và đông bắc Việt Nam. Các quả hình sao được thu hoạch ngay trước khi chín. Nó được sử dụng rộng rãi trong ẩm thực Trung Hoa và ở mức độ ít hơn ở vùng Đông Nam Á và Indonesia. Đại hồi là một thành phần của ngũ vị hương truyền thống trong cách nấu ăn của người Trung Quốc. Nó cũng là một thành phần được sử dụng trong nấu nước dùng cho món phở của người Việt Nam.
Đại hồi chứa anethol (C10H12O), cùng thành phần tương tự để tạo ra mùi vị như cây tiểu hồi vốn không có quan hệ họ hàng gì. Gần đây, đại hồi được người phương Tây sử dụng như là chất thay thế rẻ tiền hơn cho tiểu hồi trong việc nướng bánh cũng như trong sản xuất rượu mùi.
Đại hồi cũng được sử dụng trong trà như là liệu pháp chữa đau bụng và thấp khớp, và các hạt của nó đôi khi cũng được nhai sau bữa ăn để giúp tiêu hóa.
Tây y dùng hồi làm thuốc trung tiện, giúp tiêu hóa, lợi sữa, làm dịu đau, dịu co bóp, được dùng trong đau dạ dày, đau ruột và những trường hợp dạ dày và ruột co bóp quá mạnh. Ngoài ra, nó còn được dùng làm rượu mùi, làm thơm thuốc đánh răng. Tuy nhiên, nếu dùng nhiều và liều quá cao sẽ gây ngộ độc với hiện tượng say, run chân tay, sung huyết não và phổi; trạng thái này có khi dẫn tới co giật như động kinh.
Theo tài liệu cổ và Giáo sư Đỗ Tất Lợi thì đại hồi vị cay, tính ôn, có tác dụng đuổi hàn kiện tỳ, khai vị, dùng chữa nôn mửa, đau bụng, bụng đầy chướng, giải độc thịt cá. Những người âm hư, hỏa vượng không dùng được. Hiện nay, đại hồi thường được dùng làm thuốc trợ giúp tiêu hóa, ăn uống không tiêu, nôn mửa, đau nhức tê thấp. Mỗi ngày dùng 4-8 g dưới dạng thuốc sắc. Dùng ngoài ngâm rượu xoa bóp chữa đau nhức, tê thấp xem ở đây Lưu trữ ngày 29 tháng 12 năm 2005 tại Wayback Machine.
Mặc dù được sản xuất trong các sinh vật tự dưỡng, nhưng đại hồi là nguồn công nghiệp quan trọng nhất để sản xuất axít shikimic, thành phần quan trọng cơ bản để sản xuất thuốc điều trị bệnh cúm Tamiflu. Tamiflu hiện đang được coi là dược phẩm có triển vọng nhất để làm giảm tác hại của bệnh cúm gia cầm (H5N1); tuy nhiên, các báo cáo cũng đã chỉ ra rằng một số dạng của virus này đã kháng thuốc Tamiflu.
Sự thiếu hụt của đại hồi là một trong những lý do quan trọng nhất giải thích tại sao hiện nay thế giới đang thiếu Tamiflu nghiêm trọng (thời điểm năm 2005). Đại hồi chỉ mọc ở bốn tỉnh của Trung Quốc là Quảng Đông, Quảng Tây, Phúc Kiến, Vân Nam và các tỉnh Cao Bằng, Lạng Sơn của Việt Nam (Các tỉnh như Hà Giang, Tuyên Quang, Bắc Kạn, Thái Nguyên, Quảng Ninh) có trồng song diện tích và sản lượng không đáng kể), quả hồi (dân gian gọi là hoa hồi) được thu hoạch trong khoảng thời gian từ tháng 7-9 hay tháng 11-12. Axít shikimic được chiết ra từ hạt trong công nghệ sản xuất 10 công đoạn. Các báo cáo chỉ ra rằng 90% sản lượng thu hoạch đã được nhà sản xuất dược phẩm Thụy Sĩ là Roche dùng để sản xuất Tamiflu, nhưng một số báo cáo khác lại cho rằng vẫn còn rất nhiều sản lượng của gia vị này trong các khu vực trồng chủ yếu - Phúc Kiến, Quảng Đông, Quảng Tây và Vân Nam.
Hồi Nhật Bản (Illicium anisatum) và hồi núi ( Illicium griffithii) là các loại cây tương tự, nhưng không ăn được do chúng có độc tính cao; thay vì thế, chúng được sử dụng để đốt như là hương. Các trường hợp ngộ độc, như "các tổn thương thần kinh nghiêm trọng, chẳng hạn chứng co giật", được báo cáo sau khi sử dụng trà có chứa đại hồi có thể là do bị lẫn các loại hồi này. Hồi Nhật Bản chứa anisatin, là chất gây ra các chứng viêm sưng nghiêm trọng đối với thận, đường tiết niệu và các cơ quan tiêu hóa.